# Petko Slaveikov

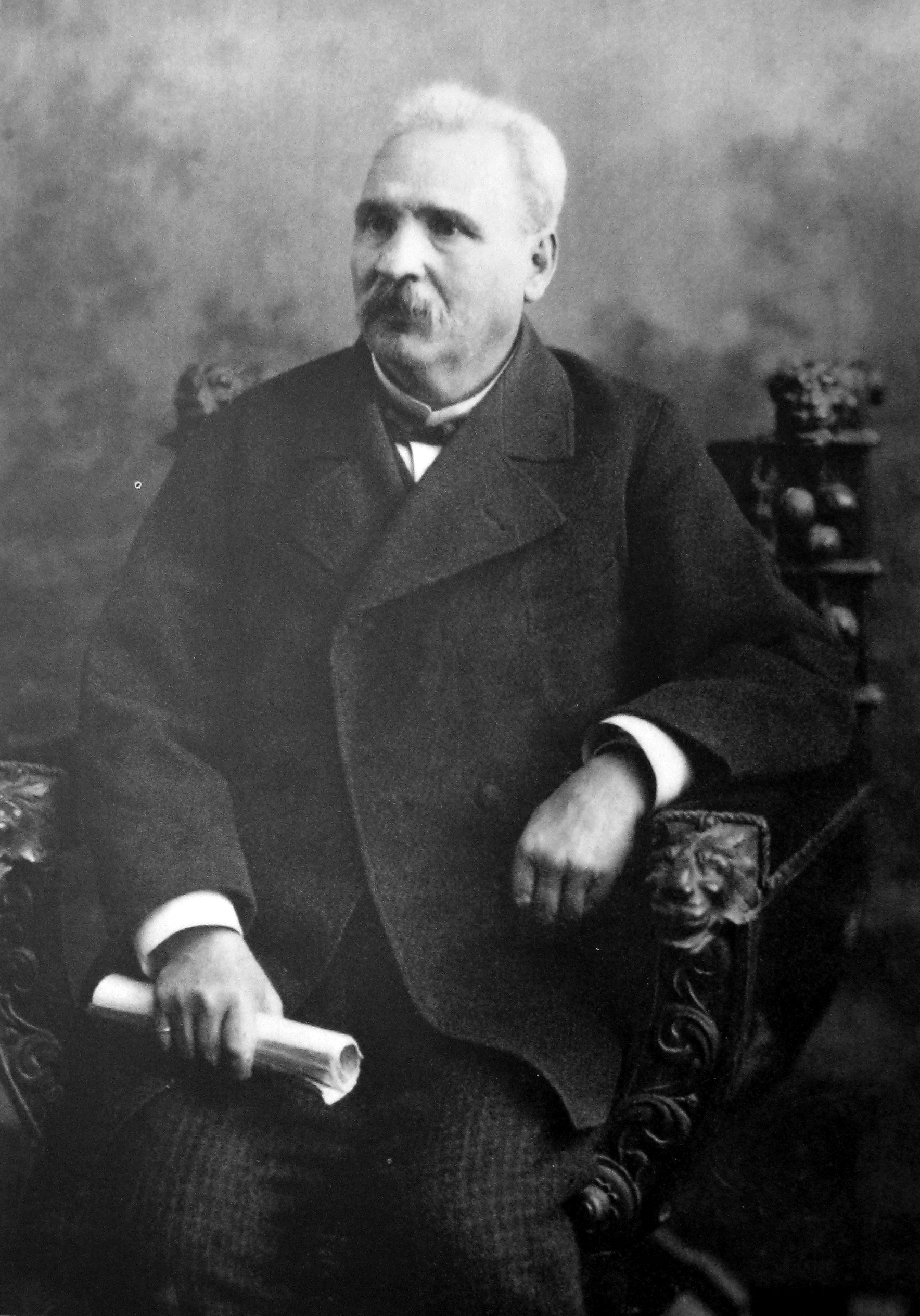
Petko Slavicov

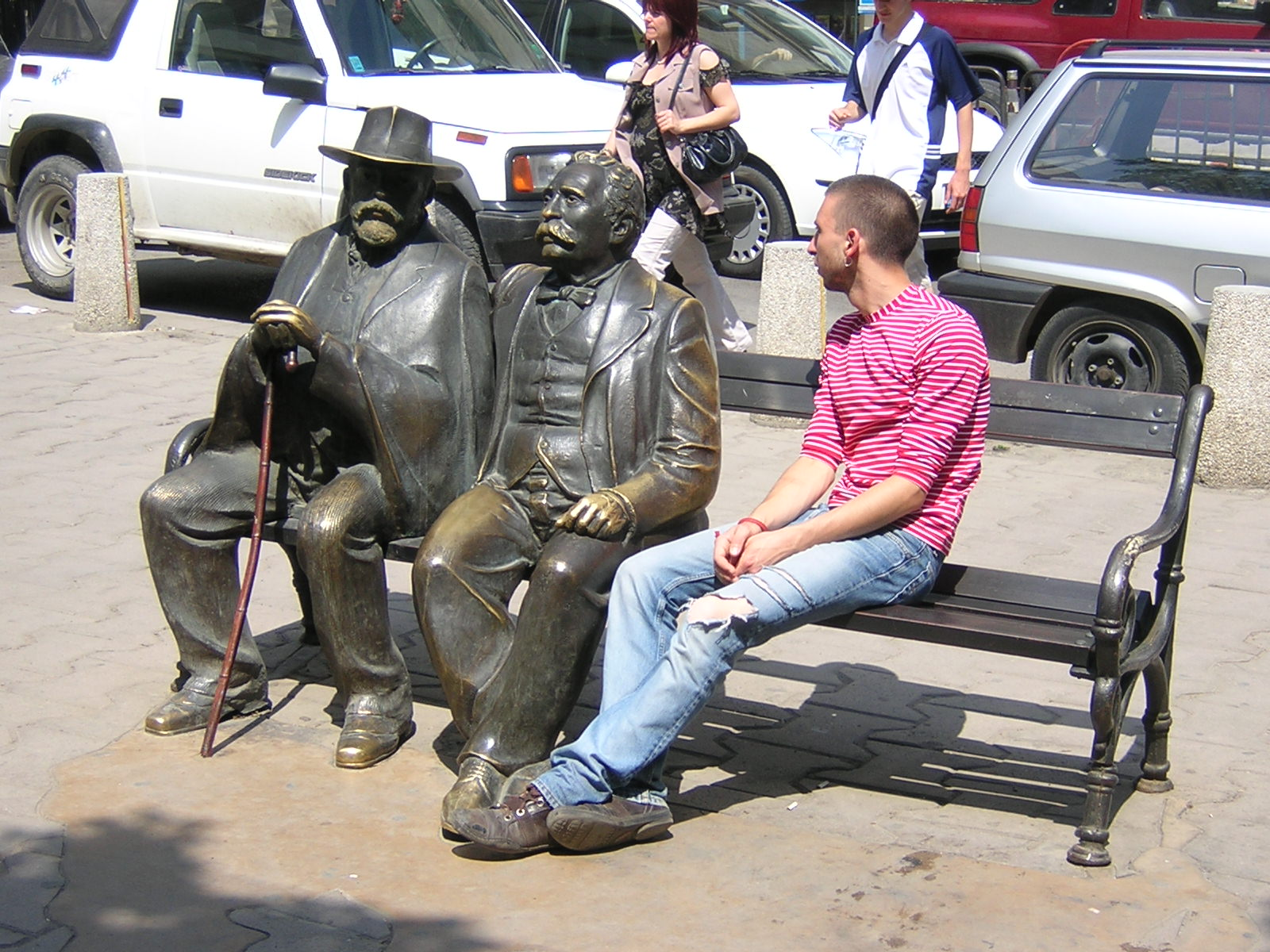
Monumentul lui Petko și Pentcho Slavicov în Piața Slavicov din Sofia. Sculptor: Georgi Tschapkanov

Petko Raciov Slaveikov (în bulgară Петко Рачов Славейков, transliterat: Petko Raciov Slaveikov; n. 17 noiembrie 1827, Veliko Tărnovo, Imperiul Otoman – d. 1 iulie 1895, Sofia, Principatul Bulgariei) a fost un scriitor bulgar, politician al Partidului Liberal și unul dintre activiștii Renașterii Naționale Bulgară.

## Viață
S-a născut ca fiul unui arămar. Din 1864 până în 1874 a locuit la Constantinopol. A publicat mai multe ziare, precum ziarul Gaida din 1863 până în 1867 și ziarul Makedonija din 1866 până în 1872. Publică prima revistă bulgară pentru copii și prima revistă pentru femei din țară. Poeziile și poemele sale sunt considerate un vârf al literaturii bulgare moderne.
Petko Slaveikov a fost între 7 aprilie și 10 decembrie 1880, Președinte al Parlamentului, între 10 și 29 decembrie 1880, Ministrul Educației, între 29 decembrie 1880 și 9 mai 1881 și între 11 iulie 1884 și 12 februarie 1885, Ministrul de Interne al Principatului Bulgariei.
Petko Slaveikov a avut în total opt copii, printre care, politicienii de mai târziu Ivan Slaveikov și Hristo Slaveikov, publicistul Racio Slaveikov și poetul Pencio Slaveikov. Vârful Slaveykov, un munte de pe Insula Smith din Antarctica, este numit după el din 2006.